# Пітер Гваргіс
Пітер Гваргіс (швед. Peter Gwargis, нар. 4 вересня 2000, Сідней, Австралія) — шведський футболіст, півзахисник клубу «Мальме».
На правах оренди грає за «Єнчепінг Седра».

## Ігрова кар'єра

### Клубна
Пітер Гваргіс народився в Австрплії. Та займатися футболом почав у Швеції - у клубі «Гускварна» у віці 12 - ти років. У 2017 році Гваргіс проходив оглядини та тренувався у нідерландському клубі «Феєнорд». Але повернувся до Швеції і дебютував на професійному рівні у складі «Гускварни».
У грудні 2017 року футболіст підписав трирічний контракт з клубом «Єнчепінг Седра», де провів наступний сезон, граючи у турнірі Супереттан. Влітку 2018 року Гваргіс перейшов до складу англійського клубу «Брайтон енд Гоув Альбіон». Але грав переважно у молодіжній команді клубу. За основи «Брайтона» Гваргіс зіграв лише у матчах Кубка Ліги.
У червні 2021 року Гваргіс повернувся до Швеції, де дебютував у турнірі Аллсвенскан у складі клубу «Мальме». Перед початком сезону 2022 року футболіст відправився в оренду до кінця сезону у клуб Супереттан «Єнчепінг Седра».

### Збірна
З 2016 року Пітер Гваргіс провів кілька поєдинків у складі юнацьких збірних Швеції.